# Vegvísir

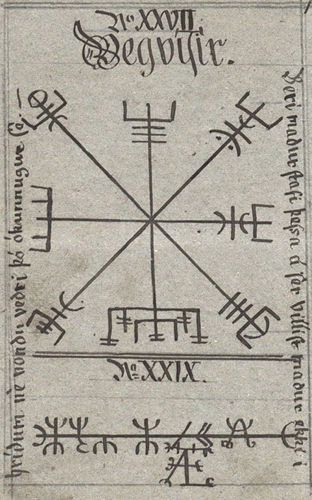
Vegvísir im Huld-Manuskript, Seite 60

Der Vegvísir (isländisch für „Wegweiser“) ist gemäß den ersten bekannten Veröffentlichungen ein isländisches magisches Zeichen zum Schutz vor Sturm und Unwetter. Er gehört zu den sogenannten Galdrastafir (isländisch Plural von galdrastafur: „Zauberstäbe“, „Zauberzeichen“). Das Symbol ist erstmals mit einer konkreten Darstellung im Huld-Manuskript, einem Grimoire aus dem Jahr 1860, sicher nachweisbar. Frühere Abbildungen sind nicht bekannt. Weitere Darstellungen aus dem späteren 19. Jahrhundert und dem frühen 20. Jahrhundert sind in drei weiteren isländischen Handschriften zu finden. Alle vier Handschriften, die den Vegvísir zeigen, wurden in Akureyri oder in unmittelbarer Umgebung davon verfasst.

## Ursprung und Vorkommen

### Ursprüngliche Entstehung
Der australische Wissenschaftler Justin Foster, der sich auf die Erforschung der isländischen Zauberzeichen spezialisiert hat, vermutet, dass der Vegvísir unter Berücksichtigung der Form und Gestaltung im späten 17. Jahrhundert entstanden ist. Er verweist dabei auch auf die erste vorhandene Belegung des Zeichens im Huld-Manuskript.

### Huld-Manuskript 1860
Der erste bekannte historische Nachweis des Vegvísir findet sich im Huld-Manuskript. Der Inhalt wurde 1860 von dem isländischen Gelehrten Geir Vigfússon (1813–1880) in Akureyri zusammengestellt. Das Manuskript enthält insgesamt 30 in römischen Zahlen durchnummerierte magische Symbole. Die Seite 60 zeigt zwei Vegvísir-Versionen unter den Nummern XXVII und XXIX. Am rechten Rand steht auf Seite 60 von oben nach unten und mit Fortsetzung am linken Rand von unten nach oben: „Beri maður stafi þessa á sér villist maður ekki í hríðum né vondu veðri þó ókunnugur sà.“ – „Wenn ein Mensch dieses Zeichen bei sich trägt, verirrt er sich nicht bei Sturm und Unwetter, obwohl er ein Fremder ist.“

### Galdrakver-Manuskript von Olgeir Geirsson – 1868/69

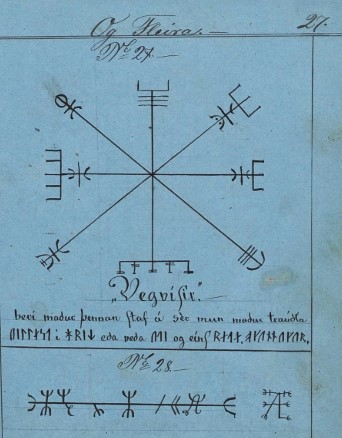
Galdrakver-Manuskript 1868/69, Seite 27: zwei Versionen des Vegvísir

Der zweite bekannte Nachweis des Vegvisír ist im isländischen Galdrakver-Manuskript („galdrakver“ isländisch „Zauberer“) zu finden, das in den Jahren 1868/69 von Olgeir Geirsson (1842–1880), Geir Vigfússons Sohn, angefertigt wurde. Als Verfassungsort gilt ebenfalls wieder Akureyri. Die Handschrift wurde auf blauem Papier verfasst.
Dieses Grimoire umfasst 112 Seiten und hat 253 durchnummerierte Abbildungen. Auf den ersten elf Seiten sind in einem Register die Abbildngen aufgelistet. Der Vegvísir ist in zwei Varianten auf der Seite 27 mit den Symbolnummern 27 und 28 abgebildet. Unter dem Vegvísir ist in lateinischer Schrift zusammen mit den für die isländische Schrift eigenen Zeichen sowie teilweise in Runen die Wirkungsweise des Zeichens beschrieben.
Beschreibung des Vegvísir – Satz mit Übersetzung:

„Beri maður þennan staf á sér mun maður trauðla villast í hríð eða verða úti og eins rata ókunnugur.“
 
„Trage dieses Zeichen bei dir und du wirst nicht in Stürmen verloren gehen oder wegen kaltem Unwetter sterben und du wirst leicht den Weg aus dem Unbekannten finden.“

### Galdrakver-Manuskript – 19. Jahrhundert

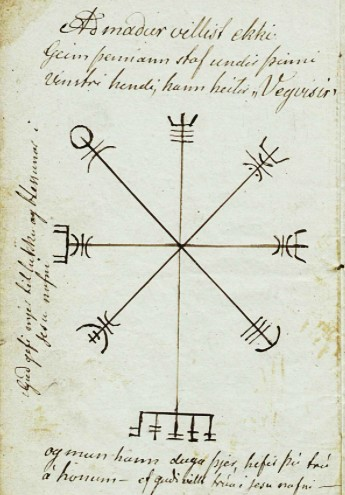
Vegvísir in Manuskript der unbekannten Verfasser des 19. Jahrhunderts

Ein weiteres isländisches Manuskript, das zwar ebenfalls die Bezeichnung Galdrakver wie die Handschrift von 1868/69 trägt, aber nicht mit dieser identisch ist, zeigt auch die Abbildung eines Vegvísirs. Diese Handschrift wurde von drei unbekannten Schreibern verfasst. Sie kann nur allgemein ins 19. Jahrhundert datiert werden, was jedoch sicher ist. Der genaue Verfassungsort ist unbekannt. Jedoch ist ebenfalls sicher, dass dieses Galdrakver-Manuskript in der Gegend des Eyjafjörður verfasst wurde, wobei Akureyri – der Abfassungsort der beiden anderen Manuskripte – direkt am Beginn dieses Fjords liegt.
Das Galdrakver-Manuskript der unbekannten Verfasser umfasst 62 beschriebene Seiten, die ohne Angaben von Seitenzahlen sind. Der Vegvísir ist auf der 34. beschrifteten Seite. Auf den Seiten 34 und 35 wird in einem Text der Vegvísir abgebildet und erklärt.
Beschreibung des Vegvísir – Satz mit Übersetzung:

„At maður villist ekki: geim þennan staf undir þinni vinstri hendi, hann heitir Vegvísir og mun hann duga þér, hefir þú trú á honum – ef guði villt trúa i Jesu nafni – þýðing þessa stafs er falinn i þessum orðum að þú ei i (…) forgangir. Guð gefi mér til lukku og blessunar i Jesu nafni.“

„Damit einer nicht verloren geht: Behalte dieses Zeichen unter deiner linken Hand; es heißt Vegvísir und es wird dir dienen, wenn du daran glaubst – so Gott will, glaube an den Namen Jesu – die Bedeutung dieses Zeichens liegt in diesen Worten verborgen, so dass du nicht umkommen sollst. Möge Gott mir Glück und Segen geben im Namen Jesu.“

### Galdrastafir-Manuskript I – etwa 1910

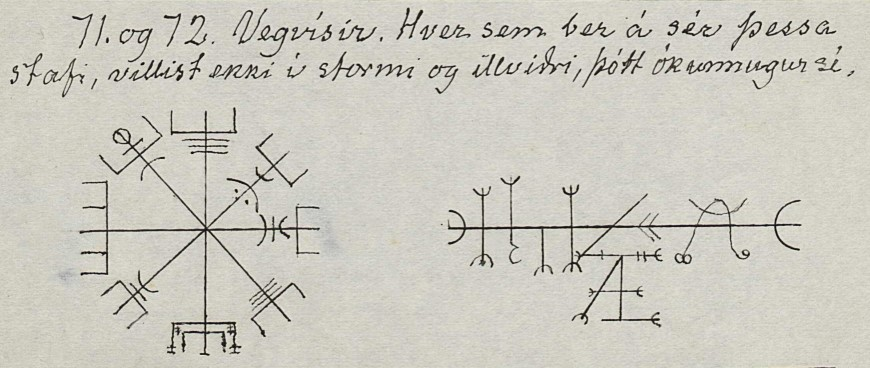
Vegvísir im Galdrastafir-Manuskript I von Jónas Jónasson

Von dem isländischen Pfarrer und Schriftsteller Jónas Jónasson (1856–1918) aus Hrafnagil bei Akureyri sind drei Manuskripte, die er jeweils mit „Galdastrafir“ bezeichnet, mit isländischen magischen Zeichen erhalten. Die Abbildungen sind über die drei Manuskripte hinweg bis 349 durchnummeriert. Im ersten Galdrastafir-Manuskript sind auf 36 beschriebenen und nicht nummerierten Seiten (Rückseiten sind alle unbeschriftet) 179 magische Symbole abgebildet und erklärt. Unter den Nummern 71 und 72 sind zwei verschiedene Darstellungen des Vegvísir aufgeführt.
Beschreibung des Vegvísir – Satz mit Übersetzung:

„Vegvísir. Hver sem ber á sér  þessa stafi, villist ekki i stormi og illviðri, þótt ókunnugur sí.“

„Vegvísir. Wer auch immer diese Zeichen bei sich trägt, geht in Stürmen und Unwettern nicht verloren, selbst wenn er ein Fremder ist.“

## „Wikinger-Kompass“
Der häufig gebrauchte Name „Wikinger-Kompass“ ist irreführend. Es ist unwahrscheinlich, dass dieses Zeichen zur Zeit der Wikinger überhaupt bekannt war. Das Huld Manuskript wurde 1860 und somit 1000 Jahre nach dem Ende der Wikingerzeit (1066 nach unserer Zeitrechnung) verfasst. Bis heute gibt es keine Belege für einen früheren Gebrauch dieses Zeichens. Einige Forscher nehmen an, dass sich das Zeichen erst später entwickelt hat und unter dem Einfluss westlicher (mediterraner) Zaubertraditionen stand. Dieser Einfluss ist auch bei anderen isländischen Zauberzeichen zu beobachten.
Es gibt „immer wieder Versuche, das Symbol als heidnisch oder gar als Relikt aus der Wikingerzeit zu deuten. Ein häufig vorgebrachtes Argument ist, dass das Fehlen älterer Quellen oder archäologischer Funde nicht zwangsläufig bedeute, dass der Vegvísir nicht bereits in der Wikingerzeit existierte. Diese Argumentation basiert jedoch auf spekulativen Annahmen, die durch keine historischen Belege gestützt werden. Tatsächlich gibt es keine Hinweise darauf, dass der Vegvísir in der Wikingerzeit bekannt war oder verwendet wurde. Weder in den altnordischen Sagas noch in den Eddas ... wird der Vegvísir erwähnt. Auch archäologische Funde aus der Wikingerzeit haben bisher kein einziges Exemplar dieses Symbols hervorgebracht.“ „Tatsächlich kommen derartige Muster in der materiellen Kultur der Wikingerzeit (z. B. Anhänger, Waffen, Holzgegenstände, Einritzungen in Stein oder Keramik) überraschenderweise nicht vor.“

## Neuheidnische Interpretationen

### Neun Welten

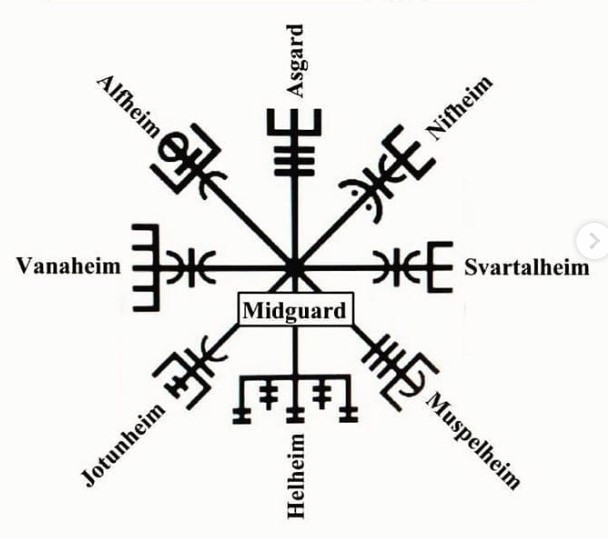
Die neun Welten (im Bild englische Bezeichnungen) im Uhrzeigersinn: Asgard, Niflheim, Schwarzalbenheim, Muspellsheim, Helheim, Jötunheim, Wanenheim, Albenheim; im Zentrum Midgard.

Eine neuheidnische (neopagane) Interpretation des Vegvísir ist, dass jeder Ast mit einer der neun Welten der nordischen Mythologie identifiziert wird. Um ein Zentrum, in dem sich Midgard befindet, werden sternförmig acht Richtungen dargestellt. Zusammen mit der Mitte sollen die acht Strahlen die neun Welten der nordischen Mythologie repräsentieren. Dabei orientiert sich diese neuzeitliche Interpretation an einer Analogie zum Weltenbaum Yggdrasil.
Die neun Welten, die durch die acht Äste und das Zentrum repräsentiert werden:
- Oberwelt: Wanenheim, Asgard, Albenheim
- Erde: Jötunheim, Midgard, Muspellsheim
- Unterwelt: Schwarzalbenheim, Helheim, Niflheim

### Himmelsrichtungen
Eine weitere neuheidnische Interpretation ist, dass die acht Zweige die acht Himmelsrichtungen repräsentieren: Nord, Nordost, Ost, Südost, Süd, Südwest, West und Nordwest.
Daneben gibt es noch weitere Erklärungen und Auslegungen des Vegvísir.

## Vegvísir-Tattoo bei bekannten Musikern

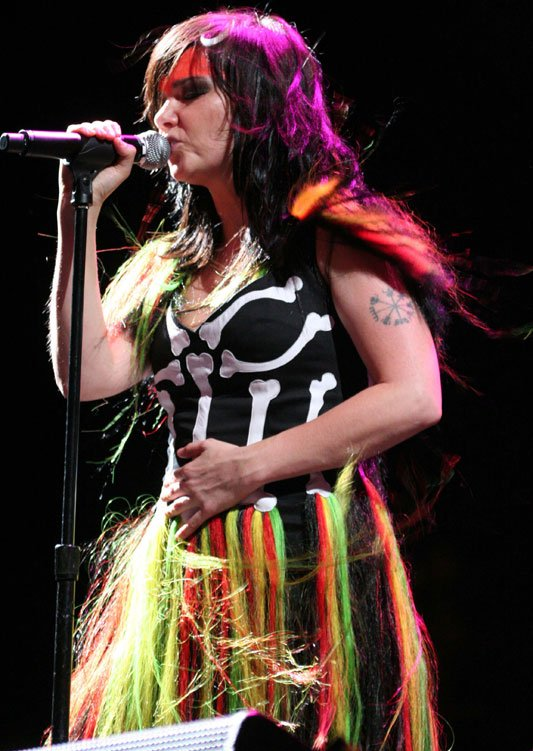
Björk mit Vegvísir – Coachella Valley Music and Arts Festival 2007

Die isländische Sängerin Björk Guðmundsdóttir trägt ein Tattoo des Vegvísir auf dem linken Oberarm, das sie bereits als 17-jährige im damals einzigen Tattoo-Studio in ganz Island anfertigen ließ. Dies geschah also bereits Jahre vor der falschen Hinzufügung in Stephen Flowers' Übersetzung des Galdrabók (im Original von 1670 nicht enthalten) und dessen weiterer Publizierung in einem weiteren Werk.
Die deutschen Rapper KC Rebell und RAF Camora tragen ein Tattoo  des Vegvísir auf dem Oberschenkel.

## Heutige Verwendung

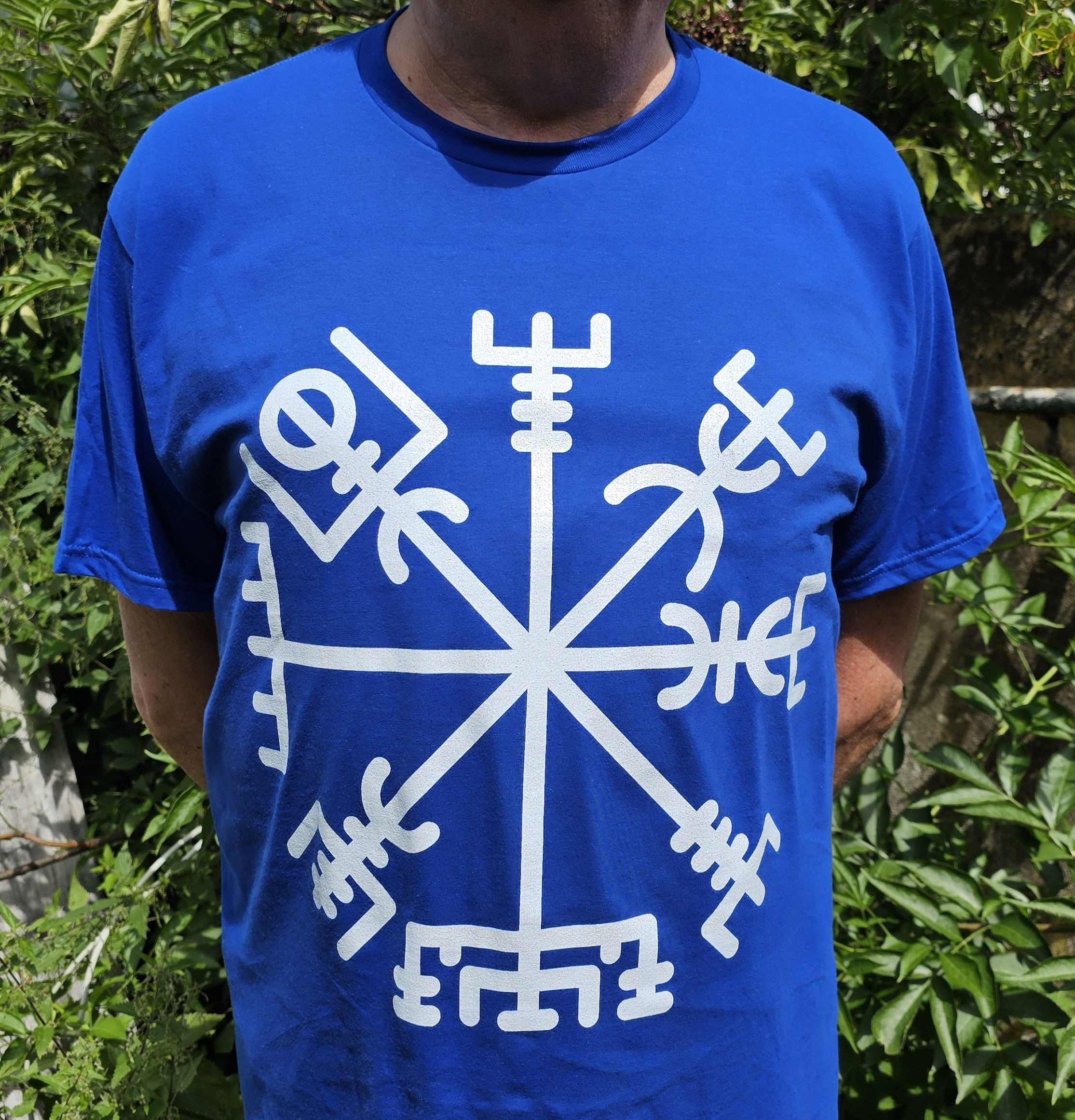
T-Shirt mit Vegvísir-Aufdruck

Der Vegvísir, der fälschlicherweise häufig als „Wikingerkompass“ bezeichnet wird, hat in der heutigen Kultur eine neue, weitreichende Bedeutung erlangt. Seine heutige Beliebtheit und Interpretation geht weit über die ursprüngliche hinaus. Er ist in der heutigen Zeit eines der bekanntesten und am meisten verbreiteten Zeichen der Galdrastafir.
Anhänger der Wikinger-Kultur sowie Anhänger des germanischen Neuheidentums, Heavy-Metal-Fans und Reenactment-Gruppen verwenden häufig dieses Symbol. „In der heutigen Popkultur und Esoterik wird er oft als ein Symbol der Wikingerzeit dargestellt, das angeblich den mutigen nordischen Seefahrern half, ihre Wege über das stürmische Meer zu finden.“
Eine starke Verwendung findet der Vegvísir als Tattoo. Viele verwenden ihn als Tattoo „oft in der Annahme, dass es sich um ein authentisches Wikinger-Symbol handelt.“ Auch als T-Shirt-Aufdruck und als Aufdruck auf anderen Kleidungsstücken, auf Amuletten und Schmuckstücken, Aufnähern sowie auf Aufklebern wird der Vegvísir verwendet.